# Euro et Tchéquie
- États membres de la zone euro : 20 pays (Allemagne, Autriche, Belgique, Chypre, Croatie, Espagne, Estonie, Finlande, France, Grèce, Irlande, Italie, Lettonie, Lituanie, Luxembourg, Malte, Pays-Bas, Portugal, Slovaquie, Slovénie)
- Micro-États non membres de l'UE utilisant l'euro avec l'accord de l'UE : 4 pays (Andorre, Monaco, Saint-Marin et Vatican)
- États non membres de l'UE qui ont adopté l'euro unilatéralement : 2 pays (Kosovo et Monténégro)
- États membres de l'Union européenne (UE) qui ont rejoint le MCE II : 1 pays (Bulgarie)
- État membre de l'UE faisant partie du MCE II mais qui est exempté de l'obligation de rejoindre la zone euro (Danemark).
- États membres de l'UE qui ont l'obligation  de rejoindre la zone euro : 5 pays (Hongrie, Pologne, Roumanie, Suède et Tchéquie)

La Tchéquie n'utilise pas l'euro en tant que monnaie officielle, mais le traité d'Athènes la contraint à rejoindre à terme l'union économique et monétaire et à adopter l'euro.
La Tchéquie est membre de l'Union européenne depuis mai 2004. Sa monnaie, la couronne tchèque, ne fait actuellement pas partie du MCE II.

## Statut
Le traité de Maastricht prévoit initialement que tous les membres de l'Union européenne devront rejoindre la zone euro une fois les critères de convergence remplis. La Tchéquie satisfait quatre des cinq critères.

### Critères de convergence
|                                                                     | Critères de convergence | Critères de convergence | Critères de convergence | Critères de convergence | Critères de convergence     |
|                                                                     | Inflation               | Finances publiques      | Finances publiques      | Membre du MCE II        | Taux d'intérêt à long terme |
| Déficit budgétaire annuel au PIB                                    | Inflation               | Dette publique au PIB   |                         | Membre du MCE II        | Taux d'intérêt à long terme |
| ------------------------------------------------------------------- | ----------------------- | ----------------------- | ----------------------- | ----------------------- | --------------------------- |
| Valeur de référence                                                 | max 2,8 %               | max 3 %                 | max 60 %                | min 2 ans               | max 5,1 %                   |
| Tchéquie                                                            | 6,3 % (2024)            | 2,4 % (2024)            | 45,2 % (2024)           | pas encore membre       | 4,2 % (2024)                |
| Notes : 1. 2. Légende : - Critère satisfait - Critère non satisfait |                         |                         |                         |                         |                             |

## Adhésion à la zone euro
Initialement, la Tchéquie avait prévu d'adopter l'euro en 2010, mais des études en 2006 ont démontré que cette date paraissait improbable. En février 2007, le ministre des finances déclara que 2012 était une date « réaliste ». Mais en novembre 2007, cette date a été déclarée trop tôt. En août 2008, une nouvelle étude démontre que l'adhésion à la zone euro ne sera pas attendue avant 2015, en raison des réticences politiques sur le sujet en Tchéquie. Toutefois, le ministre des finances de l'époque, Eduard Janota, déclara que « l'objectif de 2015 n'était plus réaliste ». Le directeur de la Banque centrale tchèque, Zdeněk Tůma, parle même de 2019.
Fin 2010, une discussion s'est engagée dans le débat politique tchèque, sur le fait que la Tchéquie pourrait négocier un opting-out lui permettant de ne pas rejoindre la zone euro. Ce débat fut alimenté en grande partie par le président tchèque eurosceptique Václav Klaus. Peu de temps après, le premier ministre Petr Nečas déclara qu'aucun opting-out n'était nécessaire car le pays ne peut pas être forcé à rejoindre le MCE II. Par conséquent, le pays choisira lui-même quand les cinq critères seront remplis pour rejoindre la zone euro, une situation qui ressemble de très près à celle de la Suède. Nečas a aussi déclaré que la Tchéquie ne rejoindra pas la zone euro sous son gouvernement, qui devait rester en place jusqu'en 2014. La Tchéquie n'aurait donc pas pu rejoindre la zone euro avant 2017,. Cependant, le gouvernement Nečas ayant dû démissionner en raison d'un scandale de corruption et d'espionnage visant le cabinet du premier ministre, et son successeur ayant démissionné après un refus de confiance parlementaire, le parlement a décidé de se dissoudre lui-même, provoquant la convocation d'élections prévues fin octobre 2013. Durant la crise de la dette dans la zone euro, Nečas indique que le gouvernement de la zone euro a suffisamment changé pour qu'un référendum soit organisé au sujet de l'adoption de l'euro. En 2014, le président tchèque Miloš Zeman déclare que son pays pourrait rejoindre l'euro en 2017 .
En 2016, Andrej Babiš, le futur vainqueur des élections législatives tchèques de 2017 déclare « Tout le monde sait que c’est la faillite. C’est la question de notre souveraineté. Je veux la couronne tchèque, et une banque centrale indépendante ».

## Sondage d'opinion

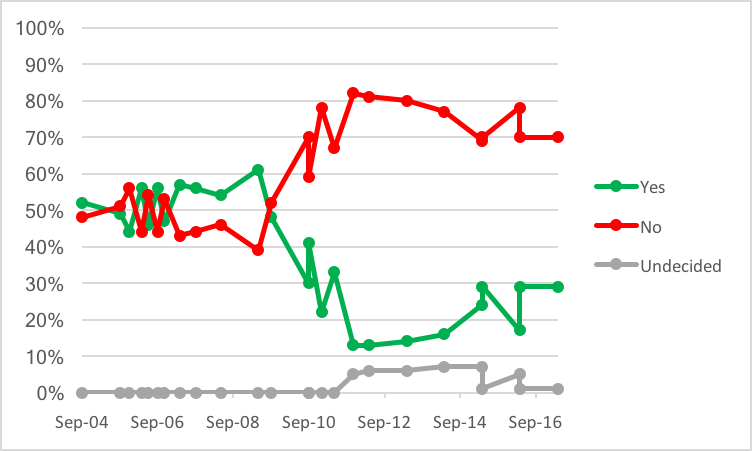
Courbe représentant l'évolution des sondages d'opinion en fonction du temps de 2004 à 2017.

| Date                                           | Oui    | Non    | Sans opinion | Nombre de personnes interrogées | Institut de sondage |
| ---------------------------------------------- | ------ | ------ | ------------ | ------------------------------- | --- |
| Décembre 2005                                  | 44 %   | 56 %   | -            | 1 245                           | Stega, |
| Juin 2006                                      | 46 %   | 54 %   | -            | 1 245                           | Stega |
| Novembre 2006                                  | 47 %   | 53 %   | -            | 1 245                           | Stega |
| 17-21 septembre 2007                           | 36,7 % | 44,1 % | 19,1 %       | 1 001                           | Eurobaromètre, |
| 5-9 mai 2008                                   | 36,3 % | 46 %   | 17,7 %       | 1 000                           | Eurobaromètre, |
| 5-9 mai 2009                                   | 48,1 % | 39,2 % | 12,7 %       | 1 001                           | Eurobaromètre, |
| 21-25 septembre 2009                           | 32,6 % | 51,8 % | 15,7 %       | 1 001                           | Eurobaromètre, |
| 17-21 mai 2010                                 | 38,2 % | 52,9 % | 8,9 %        | 1 005                           | Eurobaromètre, |
| 20-24 septembre 2010                           | 34,4 % | 59 %   | 6,6 %        | 1 000                           | Eurobaromètre, |
| Septembre 2010                                 | 30 %   | 70 %   | -            | 1 245                           | Stega |
| Janvier 2011                                   | 22 %   | 78 %   | -            | 1 245                           | Stega |
| 2-5 mai 2011                                   | 23,8 % | 66,9 % | 9,3 %        | 1 012                           | Eurobaromètre, |
| Avril 2012                                     | 13 %   | 81 %   | 6 %          | -                               | Eurobaromètre |
| Avril 2013                                     | 14 %   | 80 %   | 6 %          | -                               | Eurobaromètre |
| Avril 2014                                     | 16 %   | 77 %   | 7 %          | -                               | Eurobaromètre |
| Avril 2015                                     | 24 %   | 69 %   | 7 %          | -                               | CVVM |
| Avril 2015                                     | 29 %   | 70 %   | 1 %          | -                               | Eurobaromètre |
| Avril 2016                                     | 17 %   | 78 %   | 5 %          | -                               | CVVM |
| Avril 2016                                     | 29 %   | 70 %   | 1 %          | -                               | Eurobaromètre |
| Avril 2017                                     | 29 %   | 70 %   | 1 %          | -                               | Eurobaromètre |
| 2018                                           | 21 %   | 74 %   | 5 %          | -                               | Eurobaromètre, Introduction of the euro in the Member States that have not yet adopted the common currency                                                         |
| 2019                                           | 23 %   | 72 %   | 5 %          | -                               | Eurobaromètre, General public in seven EU countries not yet having adopted the euro                                                                                |
| 2020                                           | 24 %   | 71 %   | 5 %          | -                               | Eurobaromètre, Introduction of the euro in the Member States that have not yet adopted the euro                                                                    |
| 2021                                           | 23 %   | 72 %   | 5 %          | -                               | Eurobaromètre, Introduction of the euro in the Member States that have not yet adopted the common currency                                                         |
| 2022                                           | 28 %   | 67 %   | 5 %          | -                               | Eurobaromètre, Introduction of the euro in the Member States not yet having adopted the common currency - Spring 2022 - Country Factsheets in English Hungary - en |
| 2023                                           | 26 %   | 70 %   | 4 %          | -                               | Eurobaromètre, Introduction of the euro in the Member States not yet having adopted the common currency - Spring 2023 - Country Factsheets in English Hungary - en |
| 1. 2. 3. 4. 5. 6. 7. 8. 9. 10. 11. 12. 13. 14. |        |        |              |                                 | |